# Расселл (округ, Вірджинія)
Шаблон:StateAbbr_ 36°56′ пн. ш. 82°06′ зх. д. / 36.94° пн. ш. 82.1° зх. д.
Округ  Расселл (англ. Russell County) — округ (графство) у штаті Вірджинія, США. Ідентифікатор округу 51167.

## Історія
Округ утворений 1786 року.

## Демографія
За даними перепису 2000 року загальне населення округу становило 30308 осіб, зокрема міського населення було 3384, а сільського — 26924. Серед мешканців округу чоловіків було 15353, а жінок — 14955. В окрузі було 11789 домогосподарств, 8818 родин, які мешкали в 13191 будинку. Середній розмір родини становив 2,87.
Віковий розподіл населення поданий у таблиці:
| Стать    | До 15 років | 15-21 | 22-29 | 30-39 | 40-49 | 50-65 | 65-85 | Понад 85 |
| -------- | ----------- | ----- | ----- | ----- | ----- | ----- | ----- | -------- |
| Чоловіки | 2569        | 1467  | 1912  | 2441  | 2566  | 2709  | 1575  | 114      |
| Жінки    | 2615        | 1272  | 1438  | 2112  | 2419  | 2747  | 2020  | 332      |

## Суміжні округи
- Б'юкенан — північ
- Тейзвелл — схід
- Сміт — південний схід
- Вашингтон — південь
- Скотт — південний захід
- Вайз — захід
- Дікенсон — північний захід

## Виноски
1. ↑  U.S. Decennial Census. United States Census Bureau. Архів оригіналу за 12 травня 2015. Процитовано 5 січня 2014.
2. ↑  Historical Census Browser. University of Virginia Library. Архів оригіналу за 11 серпня 2012. Процитовано 5 січня 2014.
3. ↑  Population of Counties by Decennial Census: 1900 to 1990. United States Census Bureau. Архів оригіналу за 15 грудня 2013. Процитовано 5 січня 2014.
4. ↑  Census 2000 PHC-T-4. Ranking Tables for Counties: 1990 and 2000 (PDF). United States Census Bureau. Архів оригіналу (PDF) за 18 грудня 2014. Процитовано 5 січня 2014.
5. ↑  County Population Totals and Components of Change: 2010-2018. Архів оригіналу за 18 квітня 2019. Процитовано 25 травня 2019.
6. ↑  American FactFinder. Бюро перепису населення США. Архів оригіналу за 26 лютого 2012. Процитовано 31 січня 2008.

| США | Це незавершена стаття з географії США. Ви можете допомогти проєкту, виправивши або дописавши її. |